# 護法運動
護法戰爭（1917年－1922年，另稱護法運動或三次革命）是中華民國初期的一場內戰，因孫中山號召維護《中華民國臨時約法》及恢复中華民國國會、另立護法軍政府反對段祺瑞主政的北洋政府而起。一般以1917年7月17日孫中山南下廣州為護法戰爭的起始點，但首場武裝衝突於同年10月才在湖南爆發。
革命党於辛亥革命成功後即遭袁世凯裁军，二次革命失败后更被撤下所有军权，甚至发展党员也必须秘密进行，因此袁世凯死后至孙中山南下护法前，虽然组成护法军政府，实际上却受桂军牵制。第一次护法因桂系夺权改组军政府、架空孙中山而失败。孙中山为发展粤军，大力筹备粮饷，驱逐桂系以后，第二次护法又因陳炯明兵变而失敗。:33

## 起因

### 府院之爭

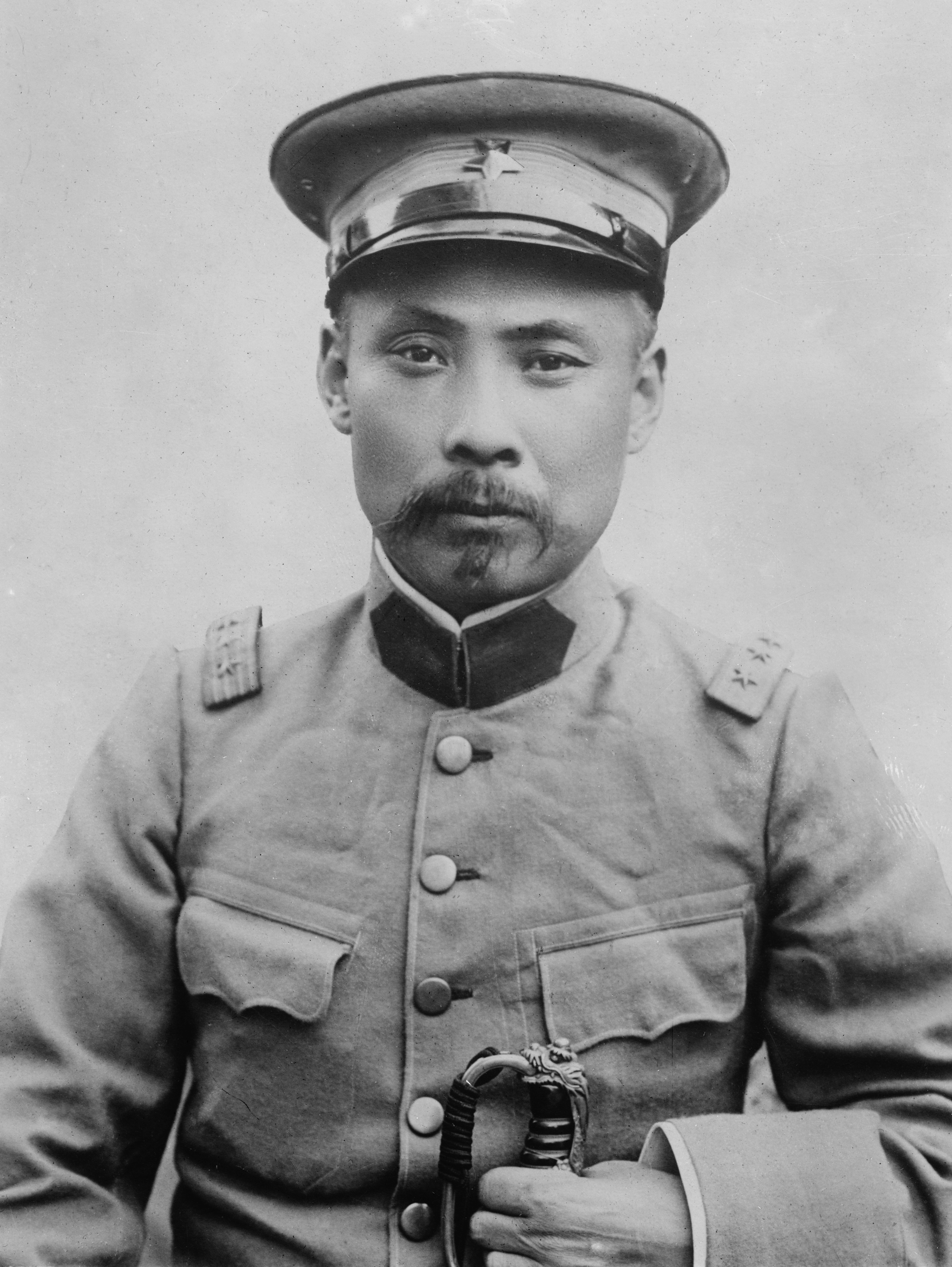
實際統率北洋政府　軍閥之首　段祺瑞

袁世凯死后，以北洋正統派首領自居，依附日本的皖系軍閥首領段祺瑞在控制國家財經命脈支柱的交通系和安福俱樂部擁戴下出任國務院國務總理，舊國會亦恢復。不久，黎元洪與段祺瑞在國務院秘書長人選上發生爭執，請出北洋軍閥元老徐世昌出面協調。其後因中國是否因第一次世界大戰向德國宣戰，發生府院之爭。
日本表示支持皖系、交通系的段祺瑞，英、美等支持研究系、直系的黎元洪、馮國璋。段祺瑞主張參戰，而黎元洪及國會有所保留。段祺瑞下令手下十幾個督軍組成「督軍團」開到北京施壓，要黎元洪在對德宣戰書蓋印，為了平息風波黎元洪勉強同意蓋印。段祺瑞仍不滿足，又大肆干涉國會。後來段祺瑞私自向日本借款事件被揭露，1917年5月23日，黎元洪下令撤銷段祺瑞的國務總理職務，改任伍廷芳出任代理國務總理。段祺瑞憤然離京去津，並指根據《臨時約法》，總統無權撤銷總理職務，因而段祺瑞不承認免職令，北洋系各省督軍紛紛宣佈獨立。
6月1日，黎元洪急電召張勳入京調解，張勳以解散國會為條件，脅迫黎元洪，伍廷芳不願簽署解散國會的命令，辭職拒絕，黎元洪改任命江朝宗代理總理，副署解散國會。張勳於6月14日率兵入北京，卻在7月1日擁溥儀復辟，黎元洪逃入日本使館。7月12日，段祺瑞的討逆軍攻入北京，張勳逃入荷蘭使館。段祺瑞宣稱在7月2日出任國務總理，副總統馮國璋則於7月6日就任代理大總統，黎元洪又在14日辭職，所以北京政府掌控於段、馮二人手中。段祺瑞稱事件為「再造共和」，但段祺瑞一上台就把毀滅約法和武力統一作為施政重點，公開宣佈「一不要約法，二不要國會，三不要舊總統」，是因為國會曾反對他。段祺瑞拒絕恢復被張勳所廢的1913年國會，與進步黨首領，研究系的梁啟超等組織臨時參議院。

### 南北對立
南方五省（粵、桂、滇、黔、川）軍閥均極度反對段祺瑞廢除國會的專橫做法，僅由段祺瑞控制的十四個行省進行國會選舉。其選舉過程被段祺瑞的皖系「安福俱樂部」所控制，故稱為「安福國會」，原有法統亦已不再存在。日本支持的皖系軍閥段祺瑞後連合日本幕後扶植的奉系軍閥張作霖、英美支持的直系軍閥的馮國璋、成立英、美、日列強支持的北洋新政府，力求專制和武力統一。
返回中國隱居的孫中山跟黎元洪和舊國會的「院派」，同樣反對中國參戰的態度。當張勳復辟時孫中山首斥段祺瑞召禍致亂，斥段祺瑞為「以叛討叛，以賊討賊」亦不滿日本大舉介入干涉中國內政。於在上海支持聲援「院派」反對北洋政府專政解散國會。德國公使辛策於3月25日返國前，特命德國駐上海總領事克里平竭力聯絡孫中山，表明德國願支持中華革命黨的運動並同盟對抗日本。為此克里平派其翻譯西爾穆爾（Schirmer）與曹亞伯相偕秘密謁見孫中山。
過去的盟友日本在中國的活動已引起孫中山的擔憂和反感，孫中山對與德國聯手對抗段祺瑞和北洋軍背後的日本表示甚為贊同。為與北洋軍作戰所需的資金，孫中山向德國協商支援二百萬銀圓款項。由孫中山所信任的蔣中正負責經手交涉，一說蔣中正與張靜江在旗下開設的上海證券交易所與金融界也募集大量資金，作為孫中山的軍費後盾。
護衛《中華民國臨時約法》的孫中山號召南下，章太炎、李烈鈞、譚人鳳等人也紛紛再度加入旗下擁護《臨時約法》恢復國會，遂展開護法運動。

## 第一次護法

### 孫中山南下廣州

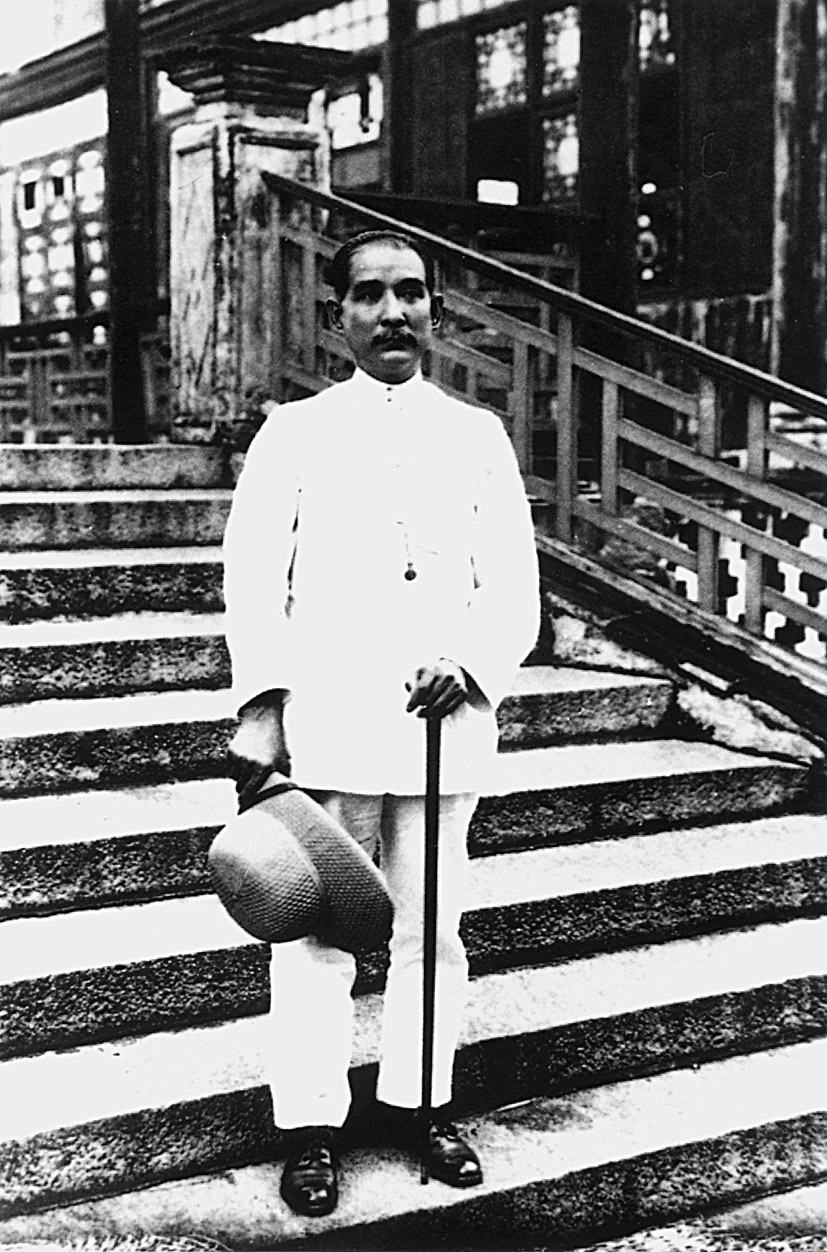
1917年7月，孙中山南下后在广州留影

1917年7月上旬，孫文與章太炎數人乘坐軍艦從上海南下，17日，抵達廣州，正式揭起護法旗幟。此时张勋复辟已经于7月12日被段祺瑞再造共和的讨逆军粉碎，但是段祺瑞表示拒绝恢复旧国会，拟定要重新选举新国会。孙中山在到達廣州的當日晚，就發表演說，明確提出護法的宗旨是打倒假共和，建設新共和，並呼籲各界奮起為護法而鬥爭，19日，號召被解散的國會議員南下，重開國會。7月21日，海軍打響護法第一槍，前海軍總長程璧光、第一艦隊司令林葆懌抗議約法被破壞，國會遭蹂躪，宣佈脫離北京政府，率第一艦隊永丰舰等九艘战舰，從上海駛往廣州，壯大護法的聲勢，唐紹儀、汪精衛二人亦隨艦隊南下。徐绍桢应孫中山之邀由沪至粵共同护法。
自6月中，粵、桂兩省己宣告「自主」，但因張勳突在北京擁溥儀復辟，段祺瑞無暇南顧。復辟失敗後，8月6日，段祺瑞任命傅良佐為湖南督軍，替代譚延闓，又命吳光新為長江上游總司令兼四川查辦使，率兵入蜀。雲南受壓，督軍唐繼堯便於是月11日以護法為名，不接受北京命令，揮軍入四川，一則為戴戡報仇，二則阻北洋軍隊控制四川，南北對峙再次發生。
南下舊國會議員，不甚踴躍，據報章統計，有150多人到了廣州，只是議員總數的五分之一（參議院議員274人，眾議院議員596人，共有議員870人）。由於不足法定人數不能召開正式會議，因此孫中山決定在廣州召開「國會非常會議」。8月25日，非常國會開幕，31日，舉行第三次會議，通過《中華民國軍政府組織大綱》，在廣州組成中華民國軍政府，設中華民國軍政大元帥一人、元帥三人，行使中華民國行政權。
9月1日，非常國會有九十一人投票，並不足法定人數，以八十四票選出孫中山為中華民國軍政府大元帥，後又推舉雲南督軍滇系唐繼堯、兩廣巡閱使桂系陸榮廷為元帥（陸榮廷拒絕擔任元帥，唐繼堯則唯唯否否，二人不願受軍政府節制）。孫中山於10日就職，同日非常國會選出六名總長：伍廷芳為外交部總長（因病未到，王正廷代行）、唐紹儀為財政總長（未上任，廖仲愷代理），程璧光為海軍總長，胡漢民為交通部總長、孫洪伊為內政總長（滯留北方未到，居正代行）、張開儒為陸軍總長。孫中山任命李烈鈞為軍政府參謀總長、方聲濤為軍政府衞戍總司令、章炳麟為大元帥府祕書長、許崇智為大元帥府參軍長、李福林為大元帥府親軍總司令、陳炯明為軍政府第一軍總司令。除了海軍、元帥府親軍及二十營粵軍之外，孫中山在廣州軍政府內缺乏實質軍事力量支持，甚至到了「令不能出士敏土廠（大元帥府）」的情形。
孫中山和非常國會議員都是反對參加歐戰，但為了取得美、英、日等列強承認，不得不在9月26日對德宣戰。

### 護法戰爭

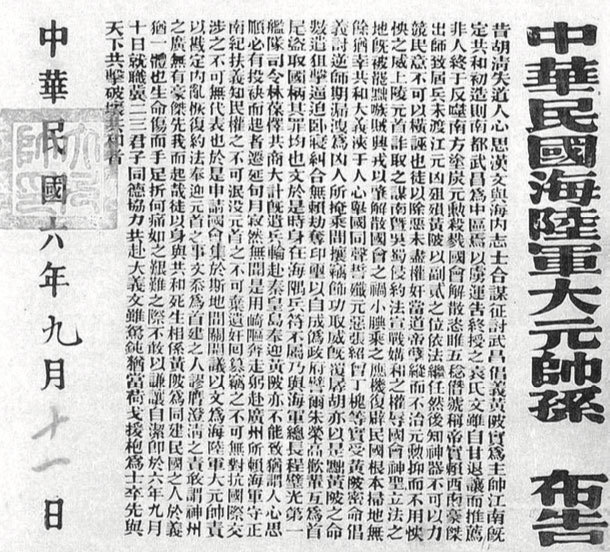
1917年9月11日，孫中山就任大元帥後發布的公告

1917年9月孫中山出任大元帥時，留在上海的蔣中正即向孫中山提出一份「對北軍作戰計畫書」，認為「北方政府所轄之軍隊，約在三十萬以上，然實際上可為其動員者，即以馮、段二派勢力合計，則其數亦不過六萬。」「北軍雖眾，而為段氏冒死南犯者甚尠」計畫軍政府從粵、桂、雲、貴、川、湘等大西南地區動員多於敵的兵力三路揮軍北進。10月1日，蔣中正又向孫中山提出「滇粵兩軍對於閩浙單獨作戰之計畫書」主張護法軍應在湖南採守勢，而把主力作戰轉集中於閩、浙沿海一帶，爾後再伺機北伐。11月1日，孫中山任命蔣中正為大元帥府參軍。
段祺瑞廢除《臨時約法》，自立國會，提出「武力統一」的口號，為實現武力統一計劃，積極派兵向南進攻。湖南督軍傅良佐抵長沙後，調北洋第八、第二十師入湖南岳陽，引起湖南民眾不滿。9月18日，零陵鎮守使劉建藩與駐衡陽的湘軍旅長林修梅聯銜通電，宣告湘南自主。段祺瑞闻讯，令湖南督军傅良佐指挥北洋军第8、第20师和湖南陆军第1、第2师，控制岳阳至衡阳铁路沿线要地，阻止粤桂联军北上。不久湘南護法軍即與北洋軍在湘潭、西倪舖開戰，拉開南北戰爭（護法戰爭）的序幕，繼在衡山、寶慶戰鬥近一月，戰況十分激烈。
段祺瑞政府在9月29日發布三道命令：一、召開新國會；二、召集臨時參議院，修改國會組織選舉法；三、追緝法辦孫文等人叛逆罪行，孫中山遂於10月3日以大元帥名義，發布《段祺瑞伪政府乱国盗权罪之通令》，誓師北征。因湘南戰事吃緊，10月8日軍政府推舉程潛為護法軍湘南總司令，統一指揮。先是衡山，10月20日寶慶亦失陷，護法軍退守衡陽，等待兩廣援軍。廣西督軍谭浩明就任兩廣護國軍總司令後，即於10月24日率桂軍援湘，可是廣東潮梅鎮守使莫擎宇已於前一天（23日）倒戈易幟，投向北京。段祺瑞政府見有機可乘，便於10月27日將廣東督軍陳炳焜及廣惠鎮守使莫榮新免職，命令廣東省長李耀漢兼署督軍，李福林為廣惠鎮守使，又以莫擎宇會辦廣東軍務，離間桂粵兩系（陳炳焜、莫榮新均是廣西人；李耀漢、李福林與莫擎宇俱是廣東人），但是李耀漢、李福林二人並不遵奉北京命令，莫擎宇也只好等待福建督軍李厚基救援。
云南督军唐继尧自8月中挥军進攻入川，在川南与劉存厚部隊交战，互有胜负，长江上游总司令兼四川查办使吴光新则率两个混成旅援川，佈防川東，牵制靖国军北进。战事稍停后，10月中，滇军再次進攻，迭为川军击退。10月31日，北京命令把唐继尧部下顾品珍、趙又新、黃毓成三人革职通缉。
11月，段祺瑞政府決意調虎離山，8日，命陸榮廷為寧威上將軍，但是要陸到北京任職，又改命龍濟光為兩廣巡閱使，伺機壓制兩廣。陸榮廷沒有赴京任職，只是駐軍梧州，靜觀時局；龍濟光也不敢莽動，因護法軍艦船在海南島附近警戒監視。不久湘南形勢陡變，護法軍接連攻下寶慶、永豐等地，14日，北軍總司令王汝賢和副司令范國璋二人突然通電全國，要求停戰，傅良佐聞訊，便與湖南省長周肇祥等數人逃離長沙。18日，長沙被佔領，護法軍即向岳州進逼。此時國內護法勢力也紛紛起來響應 —— 11月25日，蔣尊簋、王文慶等在寧波宣告「自主」；12月，黎天才在襄陽通電宣告自主，組成「湖北靖國軍」；郭堅在鳳翔宣告獨立，組成「陝西護法軍」；1918年1月，王天縱在河南自稱河南靖國軍總司令，山東等省也有靖國軍相繼起義。
12月4日，雲南及貴州聯軍突襲重慶，吳光新和四川督軍周道剛於夜半逃亡，吴光新率残部逃入湖北宜昌。此时龙济光见护法军主力在湘北和粵东，沿海防守兵力不厚，突于10日发难，自琼州派兵渡海在高雷、阳江一帶登陆。12月中旬，护法军在潮汕地区击败莫擎宇和闽军后，进攻福建。
在湖南主要戰場上護法軍連戰接捷，迫使北洋軍多次易帥並攻佔岳阳；四川、福建、湖北等戰場也取得勝利。援闽护法联军在恩平、阳江等地擊敗龙济光後，乘胜向廉江、遂溪等地追击；护法军节节胜利，鄂、浙、鲁、豫等省地方势力相继呼應，三、四個月內的短暫時間，護法運動就遍及到十幾個省份，之後隨即讓段祺瑞為此被迫辞职。

#### 停戰協商

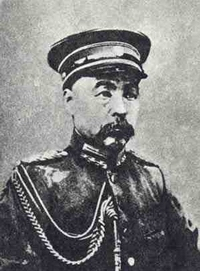
直系軍閥首領冯国璋

在北洋政府內部各派系皆從自己利益出發，段祺瑞主張「武力統一」，借此擴充皖系勢力；直系馮國璋為了牽制實質掌權的皖系、增強自己爭權的實力，在對西南護法軍問題上採取不同的態度，高喊「和平統一」竭力要求保持西南各省的勢力藉此討好西南軍閥，保護直系的利益。11月14日，北洋軍第八師師長王汝賢、第二十師師長范國璋通電要求停戰議和後，直隸督軍曹錕、湖北督軍王占元、江西督軍陳光遠和江蘇督軍李純四人聯名于18日致電南北雙方，請求停戰，南北方代表便聚於南京與李純協商。段祺瑞見時不與我，多次請辭國務總理，終於11月22日獲馮國璋批準，由外交總長汪大燮暫時代理國務，梁啟超亦隨之辭職。11月30日，改命王士珍為署理國務總理 ，與馮國璋合作撫平主戰派及勸說西南放棄武力「和平解決」。
粤桂湘护法联军夺取长沙后，以护法军不攻岳阳﹑北洋军不增兵为条件，与北京媾和。12月25日馮國璋發出停戰布告，指令南北停止敵對行動。

#### 戰端再開
正當南北兩方代表在南京商議時，直隸督軍曹錕、山東督軍張懷芝與北方七省三區代表在天津舉行會議，反對停戰。12月6日聯名電請馮國璋明令討伐西南，馮國璋只得表示讓步，18日任命段祺瑞為參戰督辦、段芝貴為陸軍總長，消解皖系的不滿。12月31日，北洋軍閥十六人聯名通電，反對恢復舊國會，主張以臨時參議會議決的國會組織法，選舉新國會 —— 軍政府息兵和平的第一條件是重開已被解散的國會，這份通電便把通向和談的大門堵死。
雖然馮國璋宣告停戰，湖南岳州南北兩軍依舊劍拔弩張，福建李厚基又天天告急，湖北荊襄戰事更未有停息。馮國璋被主戰派催迫，終命令曹錕為第1路總司令﹐率北洋军第3﹑第7师和5个混成旅﹐先勦鄂南，再攻湘北；第2路总司令张怀芝率山东暂编第1师﹑江苏第6混成旅和安武军﹐在赣军配合下经江西攻湘东。1918年1月24日，南軍攻破湖南岳州，翌日（25日），北軍卻收復湖北襄樊。1月26日，馮國璋突然離開北京南下，抵達安徽蚌埠，與倪嗣沖、張懷芝等人會議後折回，遂於1月31日，明令討伐譚浩明、程潛等人，卻沒有片言隻語罪責軍政府、孫文、陸榮廷或唐繼堯。2月5日，馮國璋向全國宣告「罪己」。同日，馮又把傅良佐、周肇祥二人交軍事法庭審判；褫奪陳光遠軍職，仍留任江西督軍；懲治王汝賢、范國璋和王金鏡三人，留營效力。
正當曹錕、張敬堯集結北軍於鄂南，誓言奪回岳州時，北方政壇也迎來風雨。2月14日，馮玉祥在湖北武穴通電主和，更喧傳他將起兵與安徽督軍倪嗣沖衝突。王士珍見和局難成，於２月20日，稱病辭任，馮國璋只得命內務總長錢能訓暫兼代國務總理。２月下旬，徐樹錚竟從張作霖處"借兵"入關，駐守直隸各地，有合圍北京之勢。馮國璋對時局失控，大感灰心，3月7日晚上向各省發一長電，暗示辭職，曹錕等紛紛回電挽留。3月18日，北軍攻下岳州，主戰派聲威大振，翌日（19日）曹錕、張作霖等二十多人電請段祺瑞出山，徐樹錚更以奉軍逼迫北京政府，3月23日，段又一次出任總理。

### 西南變局
廣州軍政府是個有名無實的組織，財政仰賴海外華人的捐款和廣東省議會撥款維持，孫文已是百般無奈，莫榮新又把革命黨派在廣東各地組織的武力視為土匪，大力鎮壓，更令孫文怒火填膺，1918年1月3日晚上，孫文唆使海軍兩艦炮擊廣州督軍府，革命黨與西南軍閥的嫌隙愈來愈大。這時西南主力在湖南，方聲濤一支在閩粵交界，沈鴻英、林虎、劉志陸、魏邦平等部則在分途反擊龍濟光，廣州腹裏空虛，但軍政府卻有一支由陳炯明指揮的粵軍，隱成心腹大患，李烈鈞等商議決定這支粵軍先赴潮汕整裝，支援方聲濤，然後攻入福建，因此陳炯明於1月14日在廣州東校場誓師。
李烈鈞在1917年12月曾發起西南聯合會議，終在1918年1月15日組成「中華民國護法各省聯合會」，推舉岑春煊為議和總代表，謀求與北洋政府和談。唐紹儀、伍廷芳、程璧光也被推作代表，孫文卻遭排擠出去。唐、伍等人以為聯合會須與軍政府合併，才不會互相捍格（2月25日唐繼堯電命熊克武為四川督軍，但孫文卻於27日任命呂超成都衞戍總司令兼暫行代理四川督軍，3月8日軍政府才糾正命令），可是海軍總長程璧光於2月26日被暗殺，謠傳四起，雙方隔閡日深。
自湖南岳州失守後，3月26日長沙亦被北軍佔領，戰情漸對護法軍不利。雖然唐繼堯把肅清劉存厚殘部（劉存厚已被趕至川北綿陽、廣元一帶）任務交給熊克武後，揮軍東轉，威脅湖北宜昌，牽制北軍繼續南闖，陸榮廷又親率桂軍與李烈鈞合攻龍濟光，解決兩廣後顧之憂，但4月中旬張懷芝指揮的第二路北軍已從江西入侵湘東，爭奪攸縣、醴陵，贛軍則攻入粵北，在南雄與滇軍交戰。李厚基得到浙江督軍楊善德派兵支援，也反守為攻。4月20日，衡山失陷，翌日（21日），衡陽又失。

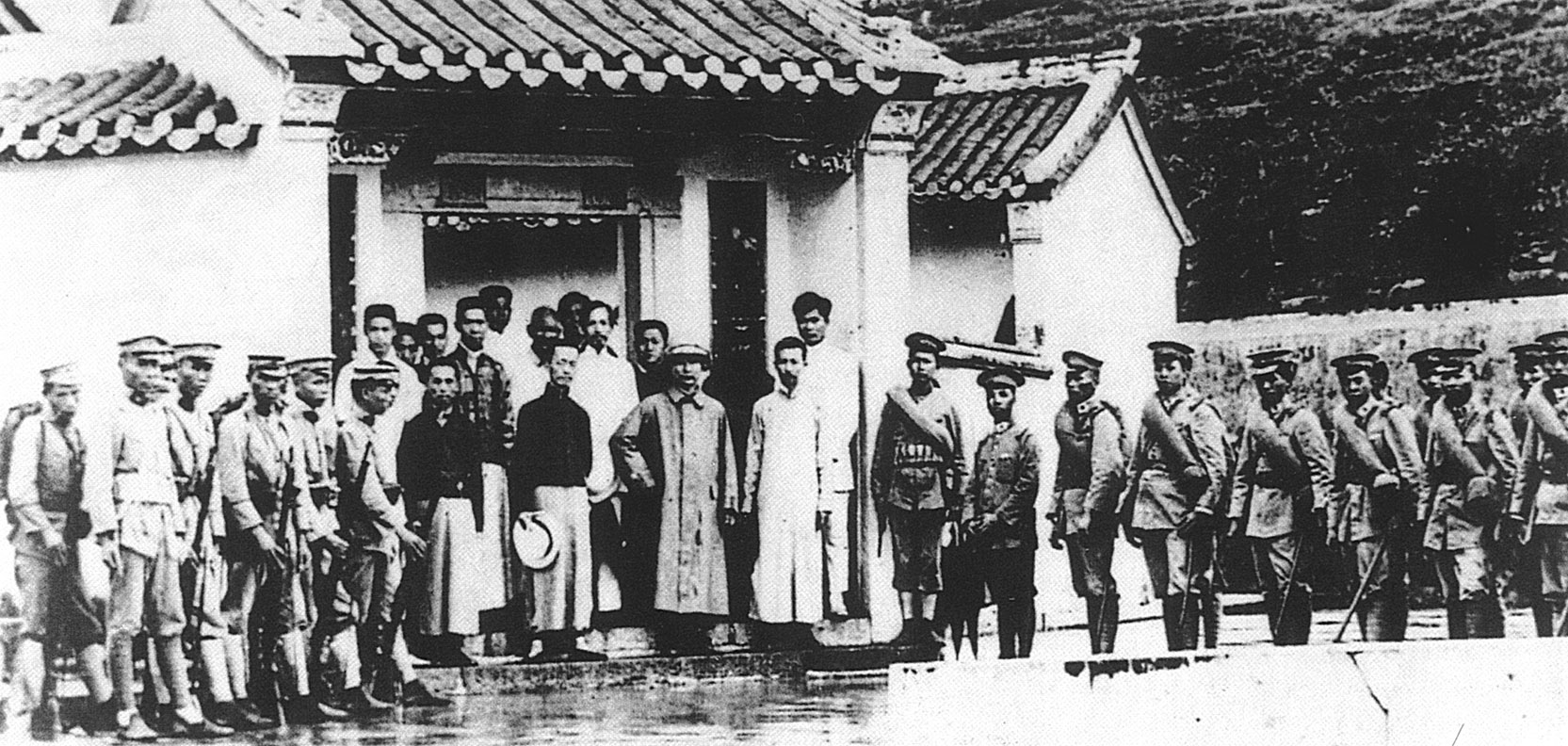
1918年5月28日，孙中山离广州抵梅县时合影。

沉重的軍事和財政壓力，使陸榮廷、唐繼堯等人心裏明白是時候與北京政府談判，可是孫文一派堅持恢復已被解散的國會，不肯讓步，必成談判的絆腳石，這個難題，急需解決。4月10日，非常國會通過由43名議員提出的《中華民國軍政府組織大綱修正案》交付審議，次日孫文即向國會指出擅行改組軍政府是非法的，並堅決表示：「即於改組後有欲以為總裁者，亦決不就之。」5月4日，非常國會投票決定改組軍政府，孫文憤然辭職，又通電揭露西南軍閥破壞護法的真面目，向國民沉痛宣告：
顧吾國之大患，莫大於武人之爭雄，南與北如一丘之貉。雖號稱護法之省，亦莫肯俯首於法律及民意之下，故軍政府雖成立，而被舉之人多不就職，即對於非常會議，亦莫肯明示其尊重之意。
5月20日通過改組，選舉唐紹儀、唐繼堯、孫中山、伍廷芳、林葆懌、陸榮廷和岑春煊等7人為總裁，廢除大元帥制，以七總裁取代大元帥。5月21日，孫中山離開廣州，繞道臺灣、日本，6月下旬回到上海，第一次護法失敗告終。

## 南北議和

### 戰場變化
1918年4月下旬，护法联军于湖南大败，向湘粤桂边境撤退，但军心未有溃散，而且幸运地把张怀芝的第二路军逐回江西，张敬尧、吳佩孚不得不回師，保护长沙和岳州东侧，5月上旬，湘西宝庆、常德又被南军夺去，张、吳二人左支右絀，纵使宝庆、常德被冯玉祥收复，但南北两军在湘东争持激烈。5月29日，曹锟突然以养病为理由回天津，又力辞第一路总司令。自段祺瑞复任总理后，入关奉军便从直隶运往湖南参战，可是阵前失利，又值湖南洪涝，战事渐渐停頓。6月中旬，曹锟、张怀芝、倪嗣沖三人与其他督军代表在天津会议，讨论解决时局办法，不料徐树铮于6月14日槍杀总统府顾问陆建章，说词是陆勾结土匪，煽惑军队，却有警告主和派意图。6月20日，段祺瑞命曹锟为四川广东湖南江西四省经略使，张怀芝、吳佩孚为援粵总、副司令，又于6月22日命李厚基、童保暄为闽浙援粵军总、副司令，预备再次分途入侵广东，但不多久吳佩孚便与赵恆惕商议画界停战。8月21日吳佩孚突然要求停战，揚言撤离前线，李奎元又借故撤出湘东防区，退回长沙，湖南局势混乱。（吳佩孚撤軍，其中一原因是他收下的湖南地盤被皖系軍閥張敬堯佔去，吳佩孚不願皖系把勢力擴張到湖南。）因陈炯明、方声涛二人不和，使李厚基、童保暄的闽浙联军攻至汕头，后來呂公望、王文慶到福建劝诱旧部，不少浙军投向军政府，闽浙联军只得退守闽省。这时江西陈光远也失去战意，按兵不动。。

### 政局變化
馮國璋總統任期將於1918年10月屆滿，因為總統是由國會議員投票選任，徐樹錚為要阻止馮氏連任，與王揖唐等人組成安福俱樂部，用賄選買票操縱國會議員的選舉。1918年8月12日，沒有粵桂滇黔川五省參與的新國會開幕，馮國璋心知他不能從議員中取得超過半數支持，當天便宣告不參與來屆總統選舉。雖然徐世昌於9月4日當選總統，但副總統卻遲遲未能選出，安福系與交通系更為選任誰人當副總統的問題決裂。9月26日，吳佩孚竟與湖南護法軍軍事領導聯名向全國發送電文，請求停戰和談。
新國會成立矣，新選舉實行矣，似此武力強造不完全之國會，舉行無眞正民意之選舉。縱被選者資望素孚，而推其所自，名旣未正，言卽不順，而分裂之禍，將隨之而起……雙十瓜期，迫於眉睫（指總統權力交接），急望當國者訴諸天良，勿再主戰，以紓國難，而救危亡……我雙方前敵將領等，目睹地方之靡爛，生民之塗炭，決不忍再用武力相爭，促國命而利強鄰。爲此懇請馮代總統不受非法之動搖，毅力主持和平，速頒罷戰明令；東海先生不爲非法所利用，出任調人首領；曹經略使及長江李、王、陳三督帥，岑、陸兩總裁仍本初衷，同擔付調人責任
國內要求和平訴求因此而大漲，甚如張謇、楊度、康有為亦公開支持和談。雖然孫文一派和一些舊國會議員反對和平談判，但由岑春煊擔任主席總裁的廣州軍政府，也漸為和談作準備。10月10日，徐世昌接任總統，同日段祺瑞辭去國務總理，由錢能訓暫行兼代，和平談判最大障礙終被掃除。徐世昌和梁士詒又明裏暗裏推動「和平期成會」的成立，為和談製造輿論。11月16日，徐世昌命令北軍罷戰退兵。11月22日，廣州軍政府也發出休戰命令。
1917年8月14日，北洋政府向德國宣戰，成為第一次世界大戰戰勝國。同年9月，段祺瑞與日本交換關於山東問題和向日本借款的公文，駐日公使章宗祥向日本政府親遞換文。作為借款的條件之一，其主要內容為： 1、膠濟鐵路沿線日本軍隊，除濟南外，全部調集青島。2、膠濟鐵路由日本指揮的巡警隊警備。3、膠濟鐵路由中日兩國合辦經營。段祺瑞對日本的提議"欣然同意"。但日本在山東的權益沒有收回，而被日本擴大，成為巴黎和會上日本強佔山東的借口。1918年日本向段祺瑞提供大量貸款，並協助組建和裝備軍隊，其貸款還被用於安福國會龐大的賄選開支。

## 第二次護法

### 援閩重整
1918年6月，孫中山命令蔣中正與陳炯明，以援閩粵軍的名義向福建進軍，聯同海軍部分艦隊開赴潮梅一帶。粵軍陳炯明的第一軍與蔣中正的第二軍一路攻破嵩口、丘濱、永泰直逼福州，擊敗段祺瑞的闽浙援粤军，段祺瑞親令总司令李厚基與孫中山劃界停戰。陳炯明曾以「粵軍可百敗而不可無兄一人」 挽留蔣中正留任粵軍，但蔣中正仍婉拒，辭任第二軍長把粵軍交與許崇智和陳炯明後回到上海。
援閩粵軍進軍福建穩住陣腳以後，在駐福建兩年期間，從原本人數不滿五千的部隊擴展至成2萬多人六個旅的勁旅。由陳炯明與許崇智負責指揮，許崇智率軍在闽浙掃蕩北洋軍的闽浙援粤军殘部，以解除粵軍的後顧之憂。
1919年，粵軍以陳炯明為粵軍總司令兼第一軍軍長，親孫中山的許崇智為第二軍軍長。1919年10月10日，孫中山將中華革命黨改組為中國國民黨，1920年3月孫中山完成「地方自治開始實行法」。1920年中，仍駐廣州的軍政府出現內鬨，英國支持的桂系與滇系爭權。
1920年4月，直奉結成反段聯盟。曹錕、吳佩孚、張作霖在1920年7月14日發動直皖戰爭，皖軍大敗。曹錕、吳佩孚擊敗皖系，逼退段祺瑞，解散安福國會共同控制北京政府。在張作霖支持下，原來就毫無實權，在各派系軍閥居間調停的徐世昌繼續任職傀儡總統。

### 重返廣州

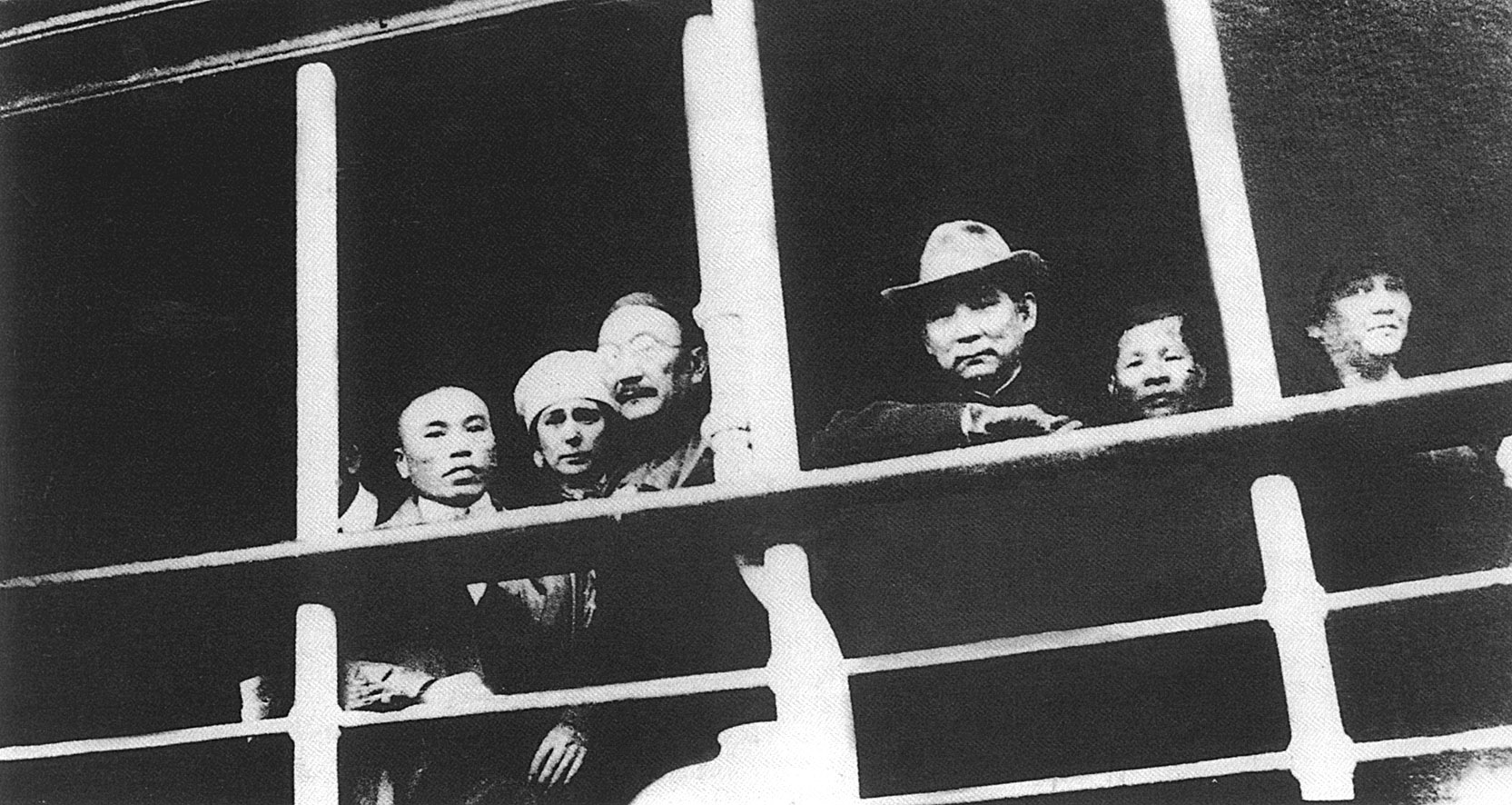
1920年11月28日，孙中山与唐绍仪在自沪返粤的轮船上

1920年6月，徐绍桢被孙中山任命为两广各路招讨军总司令。7月，孙中山策动徐绍桢率数千救国军在广东江门起兵，分五路攻打桂系盘踞的广州，掀起讨桂序幕。1920年8月，在粵軍的嘩變支持下，孙中山力促粤军自福建回师广东，由陳炯明、許崇智指揮粵軍進攻廣州驅逐滇、桂等「客軍」，分三路向粵邊境攻擊前進。許崇智任前線總指揮，突破大埔、梅縣，苦戰經月攻佔河源。10月20日，受傷的許崇智因病離軍。孙中山命令下再度赴廣的蔣中正，代替許崇智出任前線總指揮，並於22 日攻克惠州，10月22日，粵軍三路並進廣州發起總攻，28日光復廣州。11月2日，蔣中正交還指揮權給許崇智與陳炯明後，再度婉拒陳炯明的慰留離職回滬。
孫中山於1920年11月28日重返廣州，重建軍政府，返回廣州後孫中山宣布重組護法軍政府，繼續護法運動。「第二次護法」開始。
1921年1月12日，非常國會在廣州復會。4月2日，非常國會開會，取消軍政府，聲稱組織正式中華民國政府，為廣州中華民國政府，4月7日通過選舉孫中山為「大總統」，於5月5日在廣州就職。
孙中山当选后向国内外分别发表声明，并写公开信给北洋政府大总统徐世昌劝他自动离职。同时发表他的新政府的人事名单：
- 外交部长伍廷芳
  - 次长伍朝枢
- 财政部长唐绍仪
  - 次长廖仲恺
- 陆军部长陈炯明
- 内政部长陈炯明兼
- 海军部长汤廷光
- 参谋部长李烈钧
  - 秘书长马君武
- 总参议兼文官长胡汉民
- 总统府参军长徐绍桢
- 政治部长胡汉民兼
- 廣東省長陈炯明兼

孫中山就職「大總統」後主張以武力統一中國。但孫中山的北伐主張遭到藉由粵軍發展在廣東坐大的陳炯明反對。陳炯明主張聯省自治—由湖南督軍譚延闓提出並獲得浙江的盧永祥、滇系唐繼堯、桂系陸榮廷、奉系張作霖、四川的劉系軍人，胡適、梁啟超、蔡元培、章炳麟、張東蓀、丁世嶧、潘力山響應的聯邦制。

### 直系北洋政權與皖奉粵倒直三頭同盟

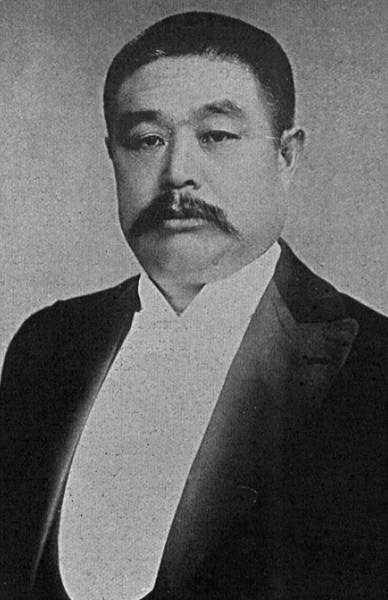
中華民國第二任大總統黎元洪

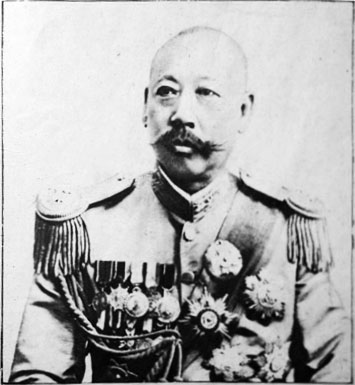
賄選國會而成為「大總統」的曹錕

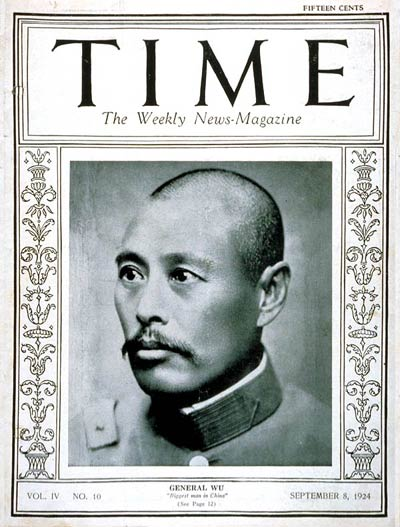
直系軍閥霸主吳佩孚

1922年4月，皖系段祺瑞同奉系張作霖以及廣東的孫中山建立了倒直的「三頭同盟」，4月初吳佩孚暗地裡派人到廣東聯繫陳炯明，請求其武力反對孫中山北伐。
1922年4月23日孙中山在越秀山总统府召开全体幕僚会议决定行止。大本营内，有两种意见，一是主张暂缓北伐，先清内患，解决「陈家军」。蔣中正等力主進攻消滅陳炯明。；二是立即转道北伐，避免与陈炯明直接冲突。
孙中山赞成第二种意见，蔣中正則答「先生，如果不徹底解決陳家軍問題，將來後患無窮。」但孙中山認為「竞存叛迹未彰，在桂粤军数年奋斗，犹欲保存。」對蔣中正的意見未加接納，因此，他决定亲自督师北伐「两广仍交竞存办理，给以殊恩，当能感奋」。蔣中正便離開廣東時給陳炯明寫一封信，勸曰：「吾公如能深信中正之言，採納一二，勿聽細人之讒，勿墮宵小之計，服從總理，共圖北伐，則中正雖守制未終，尚思待罪疆場，執鞭以從，聊供指臂之助。」双方仍留转圜余地。
孫中山返抵廣州，即委任陳炯明為北伐軍第一軍總司令，並向陳炯明表示：「不生異詞，必當倚任如前。」他又派伍朝樞、古應芬、居正、廖仲愷、馬君武、汪精衛、程潛敦促陳炯明回省城。許崇智、魏邦平、梁鴻楷、李福林、黃大偉、李雲復、徐軍雁等粵軍將領，致電勸陳炯明，但陳炯明拒絕出任稱「自今後，息影田廬，躬耕養母。」孫中山以極其懇摯的言辭，給陳炯明發了電報：「革命既無半途而廢之理，十年患難道義之交，一旦相棄，縱弟不求諒於人，兄則何忍為之。望兄速取消退隱之志，投袂而興，終始國事，庶幾執信、仲元得以瞑目。」
1922年4月28日，張作霖、段祺瑞和孫中山聯盟對抗直系曹錕、吳佩孚發動直奉戰爭，第一次直奉戰爭爆發。夏天，孫中山親自督師在韶關建立北伐大本營，以粵、滇、桂、湘四省聯軍進攻盤踞江西的直系。
1922年5月4日，奉系張作霖潰敗，退出山海關，在秦皇島遭到了直系海軍的炮擊。北方戰場上直系獲勝，由日本扶持的奉系退出北京。直系曹錕、吳佩孚佔領北京控制了北洋政府，受英美幕後操縱支持承認的直系成為在北京中央政府唯一的一個軍事集團。
此時吳佩孚秘密與陳炯明密約，吳佩孚在北方驅逐徐世昌，陳炯明在南方推翻孫中山。步驟是：第一步藉昏懦的黎元洪復位，利用廢督裁兵打倒曹錕和各省軍閥，失敗也是黎元洪受害，再用國會急選吳佩孚、陳炯明為正副總統，時機未熟舉文人伍廷芳、蔡元培為正副總統，為暫時過渡人物。
直系北洋政府便以「恢復法統」之名指徐世昌總統為非法，迫其在6月2日去職。徐世昌宣布辭職下野，自此退出政界。吳佩孚發出恢復舊國會的通電，原來國會亦再次召開。直系軍閥名噪一時，成為全國勢力最大的一支軍閥，在英美大力資助支持下企圖控制全國。
為了以合法的名義達到大總統職位，曹錕用盡心計首先逼退徐世昌，迎原總統黎元洪復職，先讓黎元洪上台完成其原來大總統任期。黎元洪本不愿再度復出，但吴佩孚策動了规模空前的「劝驾」攻势，讓被遺忘以久的黎元洪家裡每天車水馬龍，门庭若市，黎元洪在自以為飽受全國各界熱烈歡迎下，以重提「废督裁兵」为条件復出政界。曹錕、吳佩孚對於黎元洪的條件皆通通答應，黎元洪在曹锟、吴佩孚利用下出任短期过渡的傀儡大总统。
黎元洪在就职演说中大唱高调：
「余为中华民国国民一份子，既是各方面迫于救国之诚，促余复出任职，余岂能再事高蹈？亦只得牺牲个人前途。出京五载，国家元气所丧如是。此来因各方敦迫，不得已暂行大总统职权，藉以维持国际上之地位。其余众事，静待国人解决。」
黎元洪一上台，立即下令撤銷對孫中山的通緝令，並電邀孫中山入京籌商國事；內閣組成後，黎元洪和一些內閣成員分別發電迎接伍廷芳北上組閣，並電邀唐紹儀、陳炯明、岑春煊、譚延闓等來京共商大計。南方人士認為這是虛偽的表示，加以拒絕，被邀人士無一北上。其中，譚延闓表示不就內務總長職，黃炎培表示不就教育總長職。伍廷芳發出通電，認為黎元洪復職沒有法律根據。李烈鈞態度更為強硬，聯名發表通電斥罵黎元洪叛國，說他和舊國會都是直系軍閥的傀儡。結果黎元洪拉攏的計劃落空。
黎元洪重新上台后，之前废督裁兵和所有许诺被曹锟、吴佩孚抛诸脑后。曹锟和同鄉嫡系心腹高凌霨同時在政治上百般刁難，讓黎元洪任期內其政府無法工作。北京政府六度更換内阁总理一年之间换了六茬，黎元洪毫無實權可言。后来曹锟唆使手下在总统府前高呼反黎口号「驱黎拥曹」，所有电话、电报亦被截断。当初「劝驾者」現在全都不知所終。最後曹锟直接派人上門進行恐嚇，手無任何兵力的黎元洪见已无法生存，被迫乘火车欲逃亡天津。
結果黎元洪任命的直隶省长王承斌率部隊在中途等候，在天津將黎元洪困火車恐嚇強逼他交出印信。悲憤的黎元洪无奈之下只能交出總統印信。直到次日清晨北京来电称已得印信，王承斌逼黎元洪在自动离职电稿上签字后才予释放。黎元洪去職後由直系曹锟親信國務院內務總長高凌霨代理大總統。

### 討直北伐戰爭
孫中山於5月6日從廣州赴韶關督師，設大本營於韶關。他舉行北伐誓師大會，並任命李烈鈞和許崇智分別為北伐軍總司令和總指揮。於1922年5月9日發佈總進攻令，孙中山在韶关大誓三军，旌麾北指。“出师宗旨，在树立真正之共和，扫除积年政治上之黑暗与罪恶，俾国家统一，民治发达”孙中山深感这是联合奉、皖军阀，夹击直系統一中國的千载良机，必须立即出兵策应，他已无暇顾及解决陈炯明问题了。
1922年6月13日，北伐軍擊潰直系軍閥陳光遠攻佔贛州，隨後進據吉安直逼南昌。攻佔江西嚴重威脅吳佩孚的後方，粤、湘、贛、滇、黔組成的護法軍，大有跟浙江、安徽的皖系軍閥、親孫中山護法軍的鄂、川、閩、陝部隊會師聯軍北上之勢。這使吳佩孚打消進攻东北徹底消滅張作霖的想法，轉而與奉軍在山海關對峙，並回頭處理護法軍北伐和皖系的問題。
第一次直奉戰爭獲勝後吳佩孚雖想消滅奉系併吞東北，但孫中山已開始北伐，而後曹錕導演了賄選總統醜劇后，皖系浙江軍閥盧永祥通電反對曹錕賄選後，反直系的政客和未參加賄選的議員麇集於杭州、上海，浙滬儼然成了反直的中心。終於使吳佩孚下決心先消滅盧永祥和孫中山。吳佩孚命孫傳芳為閩粵邊防督辦，另周蔭人代孫傳芳為福建督理，但廣東的地盤不易深入，吳佩孚便要孫傳芳和陳炯明聯合起來壓制孫中山。

### 護法軍敗北
6月1日旧国会参众两院议员王家襄，吴景濂等在天津集会，宣布“非法总统”徐世昌无效，徐世昌于2日宣布辞职，之后黎元洪复职。北方各界以护法运动目的已达为由，纷纷希望孙中山下野以求打破两个总统的僵局。而粤军中的叶举等人也联名发电文要求孙中山下野。陈的部下，粤军将领邓铿遭暗杀，孙文一方坚称是陈炯明所为，但近年来一些学者根据史料认为此事有可能是孙文一方所为。
1922年6月16日，陈炯明部下叶举出兵围攻总统府，孙文转移到到永丰舰（后改名中山舰）避难，史称“六一六事变”。
陳炯明要求吳佩孚派兵援助。吳佩孚派出沈鴻英、蔡成勳攻留贛的北伐軍。李烈鈞部被迫退回粵境。直到7月26日，北伐軍開始追擊全線向韶關退卻的陳炯明。不料陳炯明援軍於28日趕來與已疲備不堪的北伐軍作戰。
8月3日，北伐軍在南雄召開軍事會議，決定分東西兩路撤退。李烈鈞、李明揚、賴世璜經湘南進廣西繼續討逆。8月9日堅守在白鵝潭的孫中山得知北伐軍回師失利，他已是孤軍無援，決定離粵赴滬。下午3時他乘英艦「摩軒號」到香港，次日改坐「俄國皇后號」赴滬。
8月15日，陳炯明自任粵軍總司令。
孫中山至8月初離粵退居到盧永祥勢力範圍的上海。第二次護法運動失敗。

## 失敗之後

### 滬桂滇粵聯合反攻廣州
1922年8月15日，退往上海的孫中山發表討伐陳炯明的宣言，隨後命徐绍桢北上与关内外各派军事将领商讨国事。為了集中力量消滅陳炯明軍队，孫中山決定與皖系合作，利用段祺瑞的勢力驅逐投直的閩系軍閥李厚基。
10月，孫中山將北伐軍改為討賊軍，任命許崇智為東路討賊軍總司令，蔣中正為參謀長，從閩南方向討伐佔據廣東的陳炯明。討賊軍跟皖軍聯合下，打敗了李厚基及增援的直軍，迅速占領了閩南進攻潮汕。
孫中山又派鄒魯負責策劃與駐廣西的滇、桂軍及駐西江的粵軍聯繫，組織滇、桂、粵軍聯合的西路討賊軍。林直勉、鄧澤如、廖湘芸也奉命入桂，進行策反工作。
跟陳炯明不和的劉震寰想取得廣西總司令的地位，最有勢力的沈鴻英也不滿於陳炯明的作法與掌握滇軍的楊希閔同與鄒魯、岑春煊策畫密談表示加入討賊軍，孫中山便委任為桂軍一路總司令、第二路總司和滇軍總司令。
12月26日，受孫中山委任的楊希閔、沈鴻英、劉震寰及擁護孫中山的粵軍等各派代表，在廣西白馬寺舉行商討戰略和合作問題會議組成西路討賊軍。
白馬會盟後，西路討賊軍迅速發起進攻。梧州早與西路討賊軍秘密聯繫裡應外合，未費一槍一彈就收復了梧州。西路討賊軍長驅直入挺進粵境，陳炯明大敗。1923年1月14日，粵軍紛紛宣佈脫離陳炯明，擁護孫中山回粵。陳炯明被擁護孫文的滇系、桂系與倒戈粵軍聯合組成的西路討賊軍擊敗，1923年1月15日通電下野，率殘部逃亡惠州。

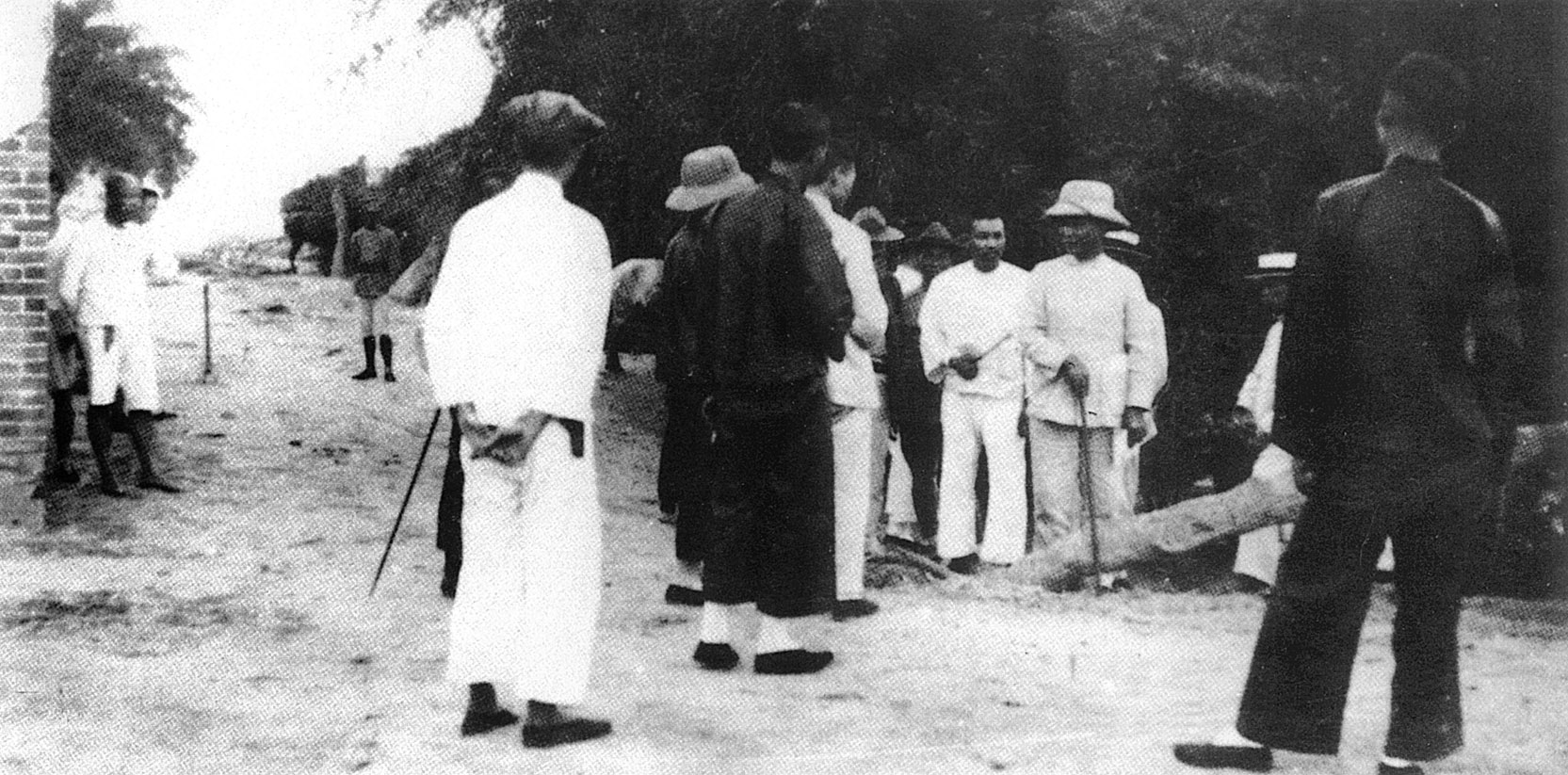
1923年5月，孙中山巡视讨伐沈鸿英的部队。

西路討賊軍進入廣州。1923年2月21日，孫中山回到廣州。3月2日，孫中山第三次在廣州組織政府—海陸軍大元帥大本營，以伍朝樞外交部長、廖仲愷財政部長、譚延闓內務部長，蔣介石為大本營參謀長，朱培德為參軍、徐绍桢任广东省长。孫中山回到廣州，沒有一時安穩的日子。4月，桂系軍閥沈鴻英接受北京政府所任命的廣東督理一職，發動了對廣州的攻勢。孫中山親自督戰很快擊敗沈鴻英。沈鴻英逃往香港。
此時佔據東江的陳炯明，在英國的支持武裝下又來攻擊，孫中山知道陳炯明已為大患，便命各軍圍攻其陳炯明亦在國民革命軍東征中被徹底打垮。

### 孫中山逝世
1924年10月23日，北洋直系中受革命思想影响的将领冯玉祥发动北京政变，囚禁贿选总统曹锟，推倒了北京的直系政府，发出了和平解决国是的通电，特邀孙中山北上，共商国家统一大计。11月10日，孙中山发表《北上宣言》，主张召集国民会议，以谋求中国之统一建设。13日，孙中山离广州北上，辗转香港，经赴上海，抵达北京，并把其在廣州的軍權交給蔣中正統領。1925年2月全權統率軍隊的蔣中正發起第一次東征，許崇智参加東征討伐陳炯明。張作霖、馮玉祥召開天津會議，決議成立中華民國執政府與善後會議以取代國會，由於孫中山於此時尚在來京途中，推段祺瑞先為「中華民國臨時執政」，兼任總統與總理之職。
孫中山1925年1月北上抵京後即開始病發，住進協和醫院進行治療，此時健康已急轉直下，至1925年3月12日孫中山在北京去世。北上議和籌開國民會議因此沒能成功。中央政治會議主席由胡漢民接任。統率軍隊東征陳炯明的蔣中正獲悉孫中山逝世消息後，在軍中發哀告全軍將士書，其後回師廣州祭奠。

### 護法時期南方政府名稱變遷
| 時間     | 政府名稱                   | 元首名稱     |
| -------- | -------------------------- | ------------ |
| 民國6年  | 中華民國軍政府             | 大元帥       |
| 民國7年  | 中華民國軍政府             | 總裁         |
| 民國9年  | 中華民國軍政府             | 大元帥       |
| 民國10年 | 中華民國政府               | 非常大總統   |
| 民國12年 | 中華民國陸海軍大元帥大本營 | 陸海軍大元帥 |
| 民國14年 | 中華民國國民政府           | 主席         |

## 評價
學者唐德剛認為，當時中國就是否對德宣戰而爭論。孫文受德國鉅款資助，以金錢賄賂國會議員、海軍；南下廣州割據自立。國家南北分裂局面，孫文乃始作俑者。
民国时期报人评价：“護法戰爭期間，中國國家所受之損失，最大者爲：一，段祺瑞之濫借外債，其數目爲若干萬萬，至今尙無人能確斷，其用途則購械打仗之外，畜養無恥政客而已；二，政治道德之敗壞，安福系之橫行，新國會之穢聲，其政治上之罪惡，較袁世凱時直有過而無不及。”
谢幼田评价说，孙中山到达广东时，张勋复辟已经失败，但后来的段祺瑞拒绝恢复临时约法和国会，这是孙中山必须以武力护法的客观背景。因为段祺瑞废除了约法和国会，孙中山已没有合法斗争的场合。直到1919年8月12日，段祺瑞的安福国会才提出安福宪法，而孙中山是在1917年9月1日就任护法军政府大元帅，此间两年并无“法”可以依仗。若仍以临时约法为标准，护法正是要恢复临时约法。若以安福宪法为标准，它在孙中山发起护法时尚未出现。指责护法运动“非法”，不提军阀先行“毁法”，是缺乏历史常识。段祺瑞虽然推出了新国会和新宪法，但国会是清一色的安福系，宪法只是民主法制外衣，因为段祺瑞坚持武力征服两湖和西南，将全国统一于北洋系。军阀的行事方式是武力解决，因此孙中山只能武力护法。
学者谌旭彬认为，护法战争如今遭到许多质疑，或者说护法军政府因“非常国会”未达到法定人数，本身不符合《临时约法》；或者说护法战争“以暴制暴”，毁了中国的民主前途。这两种指责都不能成立：因为如不“护法”，则《临时约法》和民元国会将被北洋系的“安福系宪法”和“安福国会”所取代；《临时约法》和民元国会固然有种种缺陷，但却是民国法统之所在。人们更应关注孙在护法前所著《民权初步》一书，这是孙护法的理念所在。

### 引用
1. ↑  陈钦国. . 三民主义研究所丛刊.   [2021-10-05]. （原始内容存档于2007-10-09）.
2. ↑  《蔣中正日記》
3. ↑  李國祁 《中山先生與德國》，頁216-217
4. ↑  黃自進：《青年蔣中正的革命歷練(1906-1924)》，中央研究院近代史研究所《近代史研究所集刊》第65期，2009年9月，页1-50。孫中山與蔣中正和德國聯盟合作對抗日本與北洋軍的記錄，在蔣中正與德國政府檔案記載完全一致，由此可見此段紀錄相當真實可靠。
5. ↑  國父紀念館《第四屆孫中山與現代中國學術研討會論文集》頁78
6. ↑  楊天石，〈蔣中正先生和上海證券物品交易所〉《近代中國》139期，頁158-179 橫山宏章〈蔣介石と上海交易所：仲賣人時代について〉《中国研究月報》527期，頁15-28
7. ↑  . 時事新報 (上海). 1917-07-20. 孫文乘座應瑞、海琛兩艦南下，前日業抵汕頭，現派陳炯明、朱執信、章炳麟三人代表先行到省，十三日已由香港夜船抵埠，寓長堤西濠酒店，十點鐘後，聯翩晉謁督軍省長
8. ↑  . 新聞報 (上海). 1917-07-24.
9. ↑  . 新聞報 (上海). 1917-07-25. 文嘗默觀時勢，江河流域，已爲荊棘之區，唯西南諸君擁護共和，歡迎國會，諸君宜自行集會於粵、滇、湘各省，擇其適當之地，以開議會，而行民國統治之權
10. ↑  . 新聞報 (上海). 1917-07-23.
11. ↑  . 民國日報 (上海). 1917-07-23. 唐少川、汪精衞兩先生偕往，聞由程、林二公敦請
12. ↑  . 時事新報 (上海). 1917-06-25. 炳焜、浩明並敢宣告全國，於國會未經恢復以前，法律旣失效用，即無責任可言，雖有賢達出組內閣，炳焜、浩明決不敢以非法誤人，且以自誤，所有兩廣地方軍民政務，暫由兩省自主，遇有重大事件，逕行秉承大總統訓示，不受非法內閣干涉，俟將上項問題完全依法解决，再行聽命
13. ↑   (PDF). 政府公報. 1917-08-06, (559號).
14. ↑  . 新聞報 (上海). 1917-08-13. 民黨之欲開舊國會於粵東也，自發表號召以來，將一月矣，使國會議員而一致贊成此舉者，應即聯袂南行，惟恐或後，庶可旱達捲土重來之目的……亦可見議員赴粵，甚不踴躍
15. ↑  . 盛京時報 (奉天). 1917-09-12.
16. ↑  . 民國日報 (上海). 1917-08-29.
17. ↑   (PDF). 軍政府公報. 1917-09-25, (5號)  [2023-09-20]. （原始内容存档 (PDF)于2022-08-15）.
18. ↑  . 時事新報 (上海). 1917-09-16.
19. ↑  . 時事新報 (上海). 1917-09-21.
20. ↑   (PDF). 軍政府公報. 1917-09-26, (7號).
21. ↑  《先總統蔣公思想言論總集》
22. ↑  . 軍政府公報. 1917-11-06, (20號).
23. ↑  . 新聞報 (上海). 1917-09-29. 特率湘南軍民子弟宣告自主，與段政府脫離關係
24. ↑  . 新聞報 (上海). 1917-10-14. 北軍……約分三路前進：一由湘潭進攻衡山、一由湘鄉進攻寶慶、一由醴陵進攻衡州，委第八師長王汝賢爲湘南總司令
25. ↑   (PDF). 政府公報. 1917-09-29, (613號). 孫文、吳景濂等通電全國，僭稱非常國會，設立軍政府，舉孫文爲大元帥，於本月十日受職，並立各部總長、總參謀、都督、司令諸名目……其爲謀覆政府，紊亂國憲，逆跡實已昭著……著各軍民長官一體嚴緝，拿交法庭
26. ↑  . 新聞報 (上海). 1917-10-12. 北京僞政府亂國盜權之罪，業經本日通令宣布全國，查段祺瑞實爲首逆，倪嗣沖爲叛之軍魁，梁啓超、湯化龍爲主謀，朱深假借檢察職權，公然附逆，著各路司令一體進勦
27. ↑  . 神州日報 (上海). 1917-10-19. 茲旣推定程君潛爲護法軍湘南總司令……炳焜叩。齊。印
28. ↑  . 時事新報 (上海). 1917-10-28. 寶慶朱旅長來電云……職於哿（二十日）日午後二時克服寶慶府城（邵陽），其戰鬥情形，另電陳明。澤黃叩。馬（二十一日）。印
29. ↑  . 新聞報 (上海). 1917-11-03. 廣西督軍譚浩明就兩廣護國軍總司令之職……已於二十四日由南寗率隊入湘
30. ↑  . 申報 (上海). 1917-10-26. 自今日始，凡惠、潮、嘉所轄地方，宣告與陳炳焜自主政府斷絕關係……軍政則直接禀承中央辦理……非將陳炳焜驅逐離粵，誓不休兵……漾
31. ↑   (PDF). 政府公報. 1917-10-28, (640號)  [2023-11-28]. （原始内容存档 (PDF)于2024-01-31）.
32. ↑  . 時事新報 (上海). 1917-10-17. 道剛業於十月十三日電請中央……令在川滇軍限日出境……乃電尚未達，而滇已進兵，據內江方面我軍電稱，滇軍於白馬廟地方攻我三師，爲先發制人之計
33. ↑  . 時事新報 (上海). 1917-11-03. 川軍在榮、威一帶，連戰連勝，近周、劉又飛電告捷，自流井、內江、威遠相繼克服，滇軍退向瀘州
34. ↑   (PDF). 政府公報. 1917-11-01, (644號)  [2023-11-29]. （原始内容存档 (PDF)于2024-01-31）. 乃黃毓成、顧品珍、趙又新等並不退兵……於內江、榮縣、威遠等處連向川軍攻擊不已……著周道剛督飭所部，卽日分路進討……顧品珍、趙又新、黃毓成等從前所得榮典及現任官職，一律褫奪，並通飭嚴緝
35. ↑   (PDF). 政府公報. 1917-11-09, (652號).
36. ↑  . 盛京時報 (奉天). 1917-11-18.
37. ↑  . 盛京時報 (奉天). 1917-11-18. 湖南督軍傅良佐省長周肇祥於昨日半夜私逃……本日侵晨王總司令汝賢出示報告，全省紳商始知情形
38. ↑  . 盛京時報 (奉天). 1917-11-29. 二十五二十六兩日連接湖北王督軍來電，報告南軍已派程潛攻取岳州
39. ↑  . 盛京時報 (奉天). 1917-12-02. 爰本年十一月二十五日爲始……宣告自主，設立浙軍司令部於寧波，經理軍民兩政事務
40. ↑  . 時事新報 (上海). 1917-12-22.
41. ↑  . 民國日報 (上海). 1918-01-01.
42. ↑  . 神州日報 (上海). 1918-01-12. 王天縱出京，已抵南陽，現在鄂豫境上設立河南靖國軍總司令行營，自稱豫軍總司令，號召舊部，圖襲武昌
43. ↑  . 民國日報 (上海). 1917-12-08. 重慶紳商致電北京云：……滇黔軍隊進逼渝城，本日晚間十一點，吳總司令、周督軍突然退走，人心驚惶……支（四日）
44. ↑  . 神州日報 (上海). 1917-12-20. 龍濟光已於十日宣報就職，卽日派兵分兩路出發，第一路司令為李嘉品，第二路司令爲陸朝珍，李由高雷登岸，陸則道出陽山，龍自率大軍合後
45. ↑  . 神州日報 (上海). 1917-12-19. 元日亥刻閩軍實已一彈俱盡，無可再戰，遂分登海容通濟兩艦於寒晨運赴韶安
46. ↑  . 盛京時報 (奉天). 1917-11-23.
47. ↑  . 盛京時報 (奉天). 1917-11-27.
48. ↑  . 盛京時報 (奉天). 1917-11-29. 現中央已派何宗蓮，陸榮廷已派龔政代表到寧，粵政府之非常國會議長王正廷、議員趙世珏亦於日前來寧。聞岑西林……日內即偕孫洪伊前來
49. ↑   (PDF). 政府公報. 1917-11-23, (666號)  [2024-01-25]. （原始内容存档 (PDF)于2024-01-30）. 國務總理段祺瑞迭呈辭職……未便堅留，段祺瑞准免本職
50. ↑   (PDF). 政府公報. 1917-12-01, (674號)  [2024-01-31]. （原始内容存档 (PDF)于2024-02-01）.
51. ↑  . 神州日報 (上海). 1918-01-04. 乃傅（良佐）氏逃後，蘇鄂四省雅意調停，陸巡使嚴約三軍，代總統期以七日，謂將導之法律，恢復和平，浩明等待罪長沙，靜候後命，祇以岳州爲川湘門戸，要約撤兵，以表誠意，故匝月以來，歛手跼足，屏息以待
52. ↑   (PDF). 政府公報. 1917-12-27, (698號).
53. ↑  . 新聞報 (上海). 1917-12-08. 預會者有直魯兩督軍、奉秦晉豫黑浙閩七省、熱察綏三特區各代表，此外尚有上海護軍使盧永祥、剿匪督辦張敬堯之兩代表
54. ↑   (PDF). 政府公報. 1917-12-19, (692號).
55. ↑  . 時事新報 (上海). 1918-01-08. 舊日國會，雖係民權，兩次召集，兩經解散，成績無聞，名譽失墜，萬無恢復之理……但國會不良，乃因組織法選舉法不善，若非改組而更張，則前車不遠，後轍將覆，徒勞選舉之功，難收代議之效……惟有請我大總統敦促參議院，迅速將政府提出之國會組織選舉兩法，尅日議決施行
56. ↑  . 時事新報 (上海). 1918-01-22. 是以必求舊國會之恢復，非有所私愛於其間，應請鈞座特頒明令，正式宣佈，則釋兵解甲，復囘和平
57. ↑  . 時報 (上海). 1918-01-09. 停戰命令發布之時，記者曾以雙方若無誠意讓步，和平萬不能成為事實……荊襄石（星川）黎（天才）首先發難，致有宜昌之衝突，湖北全省治安藩籬旣破，停戰命令亦等於具文
58. ↑  . 神州日報 (上海). 1918-01-28.
59. ↑  . 神州日報 (上海). 1918-01-28.
60. ↑  . 北京日報 (北京). 1918-01-27.
61. ↑  . 北京日報 (北京). 1918-01-30.
62. ↑  . 時事新報 (上海). 1918-02-01.
63. ↑   (PDF). 政府公報. 1918-02-06, (734號). 國璋不審傅良佐等之躁率而任用之，是無知人之明也；叛軍倖勝，反議弭兵……國璋欲慰大多數人之希望而徑許之，是無料事之智也。思拯生靈於塗炭，而結果乃重擾閭閻；思措大局於安全，而現狀乃愈趨棼亂……是國璋之小信未能感孚，而薄德不堪負荷也
64. ↑  命令. 政府公報. 1918-02-06, (734號）
65. ↑  . 北京日報 (北京). 1918-02-17. 昨日上午九時，元首接到馮玉祥自武穴來一通電……原電照錄于下……玉祥奉令援閩，不欲冒昧南渡，駐兵浦口者，實爲促成和局……總統爲一國之元首，軍人以服從爲天職，使元首而果主戰，敢不惟命是從；然元首始終以和平爲心，早爲中外所共知，討伐之令，出自脅迫，有耳共聞，無可掩飾，此玉祥所以不敢冒昧服從……如以國家爲可憐也，請迅速罷兵，以全和局；如以國家爲不足惜也，則請先殺玉祥，以謝天下
66. ↑   (PDF). 政府公報. 1918-02-21, (747號).
67. ↑  . 北京日報 (北京). 1918-03-10.
68. ↑  . 北京日報 (北京). 1918-03-09. 前日夜間十一時，元首辭職電報遂即發出，全文計二千餘言，未見有辭職字樣
69. ↑   (PDF). 政府公報. 1918-03-22, (776號). 據第一路總司令兩湖宣撫使曹錕、攻岳總司令張敬堯、海軍第二艦隊司令杜錫珪迭次電呈……本月十七日攻破岳城……業於十八日將岳州完全克復
70. ↑  . 北京日報 (北京). 1918-03-22. 咸以聲望素著，中外信仰者，非公莫屬……伏維我公再造共和，功在民國……際此一髮千鈞，寧忍坐視不救？錕等已互相約定，我公如允任揆席，則同人等誓當一致，共扶危局……論情論事，皆當俯就，伏乞准如所請，惠然出山
71. ↑  . 盛京時報 (奉天). 1918-04-09. 徐（樹錚）知內中有人作梗，一不做二不休，遂電告馮（國璋）徐（世昌），如再不决，奉軍將益迫（北京）郊外，此爲段閣命令當晚急下之眞因
72. ↑   (PDF). 政府公報. 1918-03-24, (778號).
73. ↑  . 民國日報 (上海). 1918-04-01.
74. ↑  . 神州日報 (上海). 1918-01-15. 當局官員，昧於斯旨，蔑視國會之議决，否認軍政府之存在，弁髦軍政府之功令，致令堂堂政府，形同虛設……前本府所委之金國治慘死不久，邇本府親軍連排長及無辜小民數十人又復無端被捕，大元帥專函保釋，而督軍置若罔聞，受信以後，逕予槍决，大元帥以爲非復情理之可喻，法律之可决，爰命海軍豫章、同安兩艦砲擊督署，以示懲戒
75. ↑  . 新聞報 (上海). 1918-02-23.
76. ↑  . 時事新報 (上海). 1918-01-20. 十四日粵軍在東校場誓師……陳炯明旋偕各軍官登壇，命副官長黃強宣讀誓詞
77. ↑  . 民國日報 (上海). 1917-12-27. 協公『李烈鈞』近日發起西南聯合會議，實爲團結西南要圖
78. ↑  . 神州日報 (上海). 1918-01-24.
79. ↑  . 民國日報 (上海). 1918-04-01. 速設統一之機關，以為對內對外之樞紐……擬請即照伍（廷芳）、唐（紹儀）、程（璧光）、吳（景濂）諸公咸、佳各電辦法，合併軍政府與聯合會議爲一機關，較爲輕而易舉。
80. ↑  . 民國日報 (上海). 1918-03-07. 查四川全省肅清，劉張逃遁，軍民各政不可無人主持；前重慶鎭守使熊克武，有功民國，聲望夙昭，以之兼任四川督軍省長兩職，實足以維川局而翕羣情，除電令即日就職，謹以電聞。唐繼堯。有。印
81. ↑   (PDF). 軍政府公報. 1918-03-04, (51號).
82. ↑   (PDF). 軍政府公報. 1918-03-09, (53號).
83. ↑  . 北京日報 (北京). 1918-03-29. 曹仲珊宣撫使自漢口拍來電稱，長沙業于二十六日下午十時完全收復
84. ↑  . 民國日報 (上海). 1918-04-07. 其出鄂之師，已委黃復生、葉荃、王文華、顧品珍等爲第一、第二、第三、第四路總司令，茲又委石靑陽爲援陝第一路總司令，並令整飭所部，剋期出師……唐繼堯。皓
85. ↑  . 東方雜誌. Vol. 15卷 no. 6號 (商務印書館). 1918-06-15. 贛軍自向粵進攻後，於十九日入南雄縣城，旋復於二十一日爲粵省滇軍奪回。兩軍迭經激戰，至本日（四月二十八日），南雄再爲贛軍攻克
86. ↑  . 北京日報 (北京). 1918-04-11. 浙江督軍楊善德氏日昨有密電到京，稱奉令後，已飭第一師師長童保暄率所部出發，馳往閩省助援
87. ↑  . 新聞報 (上海). 1918-04-28.
88. ↑  . 時事新報 (上海). 1918-04-28. 稱於念一日將衡陽完全克復，現已入城
89. ↑  . 時事新報 (上海). 1918-04-19.
90. ↑  . 民國日報 (上海). 1918-05-07. 五日廣東電 非常國會於昨日（四日）開會，提議軍政府改組案，經討論後，以投票表決，贊成改組者九十七票，反對者二十七票，棄權者二十三票，遂決議改組……孫逸仙君因改組案業已通過，卽對於議會辭大元帥之職
91. ↑  . 時報 (上海). 1918-08-14.
92. ↑  . 神州日報 (上海). 1918-05-28. 已於念一晚偕同胡漢民、戴天仇等三十餘人附船離省，此行先赴台灣及日本東京
93. ↑  . 盛京時報 (奉天). 1918-06-25. 茲聞孫氏於二十三日晨偕同戴天仇及僕役一名，由京都赴神戶，旋坐近江丸輪船，於午前十時鼓輪回滬。
94. ↑  . 時事新報 (上海). 1918-05-09.
95. ↑  . 北京日報 (北京). 1918-05-12.
96. ↑  . 北京日報 (北京). 1918-05-31.
97. ↑  . 時報 (上海). 1918-06-17.
98. ↑  . 時報 (上海). 1918-06-11. 奉軍在湘者亦電請暫時停頓。聞第二十七師長孫烈臣自長河發來電，詳述湘省自洪水暴發以來，前敵軍士困於泥濘積水之中，委頓不堪，即奉軍在湘省者，亦以水土不服，疾病纏綿，軍事上進行，不得不因之停頓……盖湘南正到梅雨時節，雨多水大，空氣極潮，與北人非常不宜，旣不便作戰，且易受病，直軍奉軍同處於一困難
99. ↑  . 北京日報 (北京). 1918-06-15.
100. ↑  命令.政府公告(860號).1918-06-16.「陸建章身爲軍官 ，竟敢到處煽惑軍隊，勾結土匪……應立卽正法」
101. ↑  命令.政府公報.1918-06-21, (865號)
102. ↑  命令.政府公報.1918-06-23, (867號)
103. ↑  . 神州日報 (上海). 1918-08-24. 吳佩孚與趙恆惕劃界停戰，各守據地，由夏至秋，將近八旬，確未發生戰事
104. ↑  . 北京日報 (北京). 1918-09-03.
105. ↑  王明德.  (PDF). 《江西社会科学》. 2002, (2): 81  [2020-11-03]. （原始内容存档 (PDF)于2020-11-03）.
106. ↑  . 北京日報 (北京). 1918-09-03.
107. ↑  . 北京日報 (北京). 1918-09-22. 政府因贛南戰事停頓，曾電江西督軍陳光遠，囑其轉飭前方統兵將官，積極進攻，聞陳督軍昨來覆電，謂贛南匪勢未退，加以敵軍防禦堅固，所以近月以來，概取守勢
108. ↑  . 新聞報 (上海). 1918-08-16.
109. ↑  . 申報 (上海). 1918-10-02. 新國會之副座選舉，原定雙十節前舉行……連日梁燕蓀與兩院議員會商疏通，已定十月六日選舉，惟知其內容者，謂屆時仍恐未能收圓滿之結果……現聞議員中對於副座選舉之意見，約分五派
110. ↑  . 神州日報 (上海). 1918-10-16. 自(十月)九日副總統選舉會不成立以後，政界形勢遂呈一大變象，梁士詒、王揖唐兩人之關係已於十一日夜全行斷絕
111. ↑  . 神州日報 (上海). 1918-10-01. 譚浩明、譚延闓率全體將領程潛、馬濟、李書城、韋榮昌、張其鍠、林俊徵、陸裕光、趙恆惕、林修梅、賀克昭、馬鋆、宋鶴賡、廖家棟、魯滌平、王得慶等。師長吳佩孚、李奎元、楊春普、鎭守使楊春廷、總指揮官張宗昌、副司令陳德修、旅長馮玉祥、潘鴻鈞、張克瑤、王承斌、閻相文、蕭耀南、張學顏、張福來、團長穆文卿、王起貴、楊清臣同叩
112. ↑  . 時事新報 (上海). 1918-10-06.
113. ↑  . 新聞報 (上海). 1918-10-09.
114. ↑  命令. 政府公報. 1918-10-12,（973唬）
115. ↑  . 時報 (上海). 1918-10-27.
116. ↑  命令. 政府公報. 1918-11-17,（1009唬）.「所有前方在事各軍隊，務當卽日罷戰，一律退兵」
117. ↑  . 東方雜誌. Vol. 16卷 no. 1號 (上海: 商務印書館). 1919-01-15. 比聞北方有休戰之言，本軍政府素愛和平，詎復好爲黷武，爲此通令前敵各軍隊，恪守原防，靜待後命
118. ↑  毛思誠編纂 《民國十五年以前之蔣介石先生》，頁66
119. ↑  古屋奎二 中央日報社譯 《蔣總統秘錄：全譯本第5 冊》
120. ↑  李雲漢 《中國國民黨史述：第二編民國初年的奮鬥》
121. ↑  周盛盈，《孫中山和蔣介石交往紀實》，頁47
122. ↑  席龙飞. . 武汉船舶职业技术学院学报. 2005 (01).   [2021-10-07]. （原始内容存档于2022-06-14）.
123. ↑  张梓生《二十年来中国之革命战争》，《东方杂志》1931年28卷第19期
124. ↑  谢幼田. . 黄花岗杂志.   [2021-08-15]. （原始内容存档于2021-08-15）.
125. ↑  谌旭彬.  (PDF). 腾讯历史.   [2021-10-06]. （原始内容 (PDF)存档于2021-12-26）.